# Bärenköpfe
Bärenköpfe är ett bergmassiv med två toppar i Österrike. Det ligger i den centrala delen av landet, 300 km väster om huvudstaden Wien. Toppen på Bärenköpfe är 2 791 meter över havet.
Terrängen runt Bärenköpfe är huvudsakligen bergig. Trakten är glest befolkad. Närmaste större samhälle är Mittersill, 15,0 km norr om Bärenköpfe. 